# Эксидия сжатая
Эксидия сжатая (лат. Exidia recisa) — гриб семейства Аурикуляриевые (Auriculariaceae).

## Описание
Плодовое тело в форме сомкнутой раковины, узким концом (ножкой) прикреплённое к дереву и в молодом возрасте гладкое, со временем становится всё более морщинистым и складчатым. Цвет от натурально-желатинового, красно-коричневого до тёмно-бурого и чёрного при высыхании. Ножка короткая, едва заметная.
Растут одиночно или собраны в кластеры.
Микроскопические особенности: Споры 10—17×2,5—4 мкм; аллантоидные; гладкие. Базидии примерно до 15×8 мкм; грушевидные, развивающие продольную перегородку и длинные пальцевидные стеригмы. Гифы шириной 2—4 мкм; часто желатинизированные; перегородки зажатые.

### Экология
Встречается на древесине лиственных пород деревьев, чаще всего на иве, а также на ольхе, черёмухе.

### Схожие виды
- Эксидия железистая (Exidia glandulosa)
- Эксидия усечённая (Exidia truncata)
- Эксидия чернеющая (Exidia nigricans, synonym E. plana)